# The Longest Johns
The Longest Johns ist eine englische A-cappella-Folkband aus Bristol. Mit ihrer Version des Wellerman, eines Shantys aus dem 19. Jahrhundert, waren sie Teil eines Internetbooms und kamen Anfang 2021 in die Charts.

## Bandgeschichte
Die Mitglieder der Longest Johns entdeckten bei einem zufälligen Aufeinandertreffen bei einer Grillparty in den frühen 2010er Jahren ihr gemeinsames Interesse für die Fisherman’s Friends. Sie sangen deren Seemannslieder nach, studierten sie ein und traten bei Open-Mic-Veranstaltungen auf. Sie machten auch eigene Aufnahmen und veröffentlichten sie und bekamen dadurch Einladungen für Festivalauftritte.
2016 nahmen sie ihr erstes Album Written in Salt, unter anderem mit dem Klassiker What Shall We Do with the Drunken Sailor, und 2018 folgte Between Wind and Water mit dem ursprünglich aus Neuseeland stammenden Wellerman-Song. Sie nahmen auch ein Let’s Play von Sea of Thieves auf mit ihrem Gesang als Untermalung.
2020 stellte der Postbote Nathan Evans aus Schottland ein Video bei TikTok ein, in dem er das Lied nachsang. Es ging viral und löste eine Welle von Shanty-Videos aus. Die Plattform richtete dafür das Genre ShantyTok ein. Zahlreiche Prominente über Großbritannien hinaus beteiligten sich mit eigenen Versionen.
Auch die Longest Johns profitierten von dem Hype, ihre Version gehörte zu den beliebtesten und schaffte es Anfang 2021 sogar in die britischen und irischen Charts. Ihr Album von 2018 stieg in die US-amerikanischen Folk-Charts ein. Das Interesse führte zu mehreren Vertragsangeboten von Musiklabeln. Sie unterschrieben schließlich bei Decca (Großbritannien) und Verve (USA). Das erste Labelalbum Smoke & Oakum erschien Anfang 2022 und schaffte den Einzug in die britischen Charts.

## Mitglieder
- Andy Yates
- Jonathan Darley
- Robbie Sattin (seit 2015)

ehemalige Mitglieder:
- Josh Bowker
- Anna Cornish
- Dave Robinson[4]

## Diskografie
Alben
- Bones in the Ocean (EP, 2013)
- Christmas at Sea (EP, 2013)
- Written in Salt (2016)
- Between Wind and Water (2018)
- Cures What Ails Ya (2020)
- Land Shanties (2021)
- Commodore 1864 (2021)
- Smoke & Oakum (2022)
- Made of Ale Sessions (2023)
- The Longest Pony (2023)
- C-Sides (EP, 2023)

Lieder
- Drunken Sailor (2013)
- Christmas at Sea (2013)
- Fairytale of New York (2019)
- (See You All) When Lockdown Ends (2020)
- Wellerman (2021)